# Fluitoreoica
De fluitoreoica (Ornorectes cristatus synoniem: Pitohui cristatus) is een zangvogel uit een geslacht dat is afgesplitst uit het geslacht Pitohui en nu ook tot een totaal andere familie ( Oreoicidae) behoort.

## Kenmerken
De Fluitoreoica lijkt op de roestpitohui en heeft het formaat en postuur van een lijster, hij is 25 cm. De vogel is iets kleiner en wat minder slank, hij is ook taankleurig bruin, donkerbruin rond het oog, op de keel en borst, geleidelijk naar de buik toe lopend lichter. Opvallend is een kuifje en een meestal donkere iris. De vogel is lastig te observeren want houdt zich meestal schuil in dichte ondergroei, laag bij de grond.

## Verspreiding en leefgebied
De vogel komt voor in de uitlopers door het centrale bergland van Nieuw Guinea van Vogelkop tot in het uiterste zuidoosten van het hoofdeiland van Papoea-Nieuw-Guinea. De leefgebieden liggen meestal op een hoogte tussen de 400 en 1000 meter boven de zeespiegel, maar plaatselijk ook op zeeniveau. Het leefgebied is tropisch regenwoud.

## Status
De grootte van de populatie is niet gekwantificeerd, de vogel is plaatselijk echter redelijk algemeen maar meestal nogal schaars. De kuifpitohui staat als niet bedreigd op de Rode Lijst van de IUCN.